# Отводящий нерв

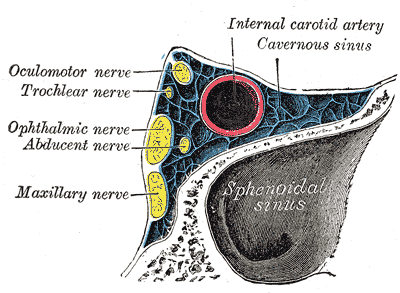
Соотношение нервных структур и внутренней сонной артерии внутри пещеристого синуса

Отводящий нерв (лат. nervus abducens) — VI пара черепных нервов, который, иннервируя латеральную прямую мышцу глаза  (лат. m. rectus lateralis), отвечает за отведение глазного яблока.

## Анатомия
По функции отводящий нерв является двигательным.
Ядро отводящего нерва (лат. nucleus n.abducentis) расположено в задней части моста. Со стороны ромбовидной ямки (лат. fossa rhomboidea) ядро отводящего нерва проецируется в области задних отделов медиального возвышения — в лицевом бугорке (лат. tuberculum facialis), несколько кнутри и дорсальнее ядра лицевого нерва. Волокна лицевого нерва, проходящие в веществе мозга, проходят между ядром отводящего нерва и IV желудочком, образуя лицевой бугорок.
Волокна, отходящие от ядра отводящего нерва, направляются вперёд, прободают всю толщу моста и выходят на нижнюю поверхность мозга в борозде между варолиевым мостом и пирамидой продолговатого мозга.
Отводящий нерв далее направляется вперёд, прободает твёрдую мозговую оболочку и вступает в пещеристый синус, залегая латеральнее внутренней сонной артерии. Выйдя из синуса, он входит в верхнюю глазничную щель в глазницу, где прободает общее сухожильное кольцо, ложится под глазодвигательный нерв и подходит к латеральной прямой мышце глаза, которую и иннервирует.

## Функция
Так как отводящий нерв иннервирует одну единственную глазодвигательную мышцу —  латеральную прямую мышцу, то его функция идентична функции этой мышцы, а именно выполнение отведения глазного яблока наружу.

### Движение глаз
Иннервируя латеральную прямую мышцу, данный нерв обеспечивает движение глазного яблока, а именно его отведение.

## Клиника поражения
Поражение отводящего нерва приводит к ограничению подвижности глазного яблока кнаружи. При этом возникает сходящееся косоглазие (лат. strabismus convergens), обусловленное тем, что медиальная прямая мышца глаза, являющаяся антагонистом латеральной прямой мышцы, находящейся в состоянии паралича или пареза, перетягивает глазное яблоко к носу. Наличие косоглазия обусловливает возникновение двоения в глазах — диплопию. При взгляде в сторону очага поражения диплопия у больного нарастает. Диплопия нередко сопровождается головокружением, неправильной ориентировкой при движениях и, в частности, неуверенностью походки. Больные при этом, чтобы избежать двоения в глазах, стараются прикрывать один глаз.
Изолированное поражение отводящего нерва встречается редко. Чаще недостаточность функции отводящего нерва наблюдается в сочетании с другой неврологической симптоматикой.
Наиболее частыми причинами ядерного паралича являются энцефалит, нейросифилис, рассеянный склероз, сосудистые расстройства, кровоизлияния и опухоли. Так как волокна лицевого нерва, проходящие в веществе мозга, огибают ядро отводящего нерва, образуя лицевой бугорок, то поражение ядра отводящего нерва может сочетаться с периферическим параличом лицевого нерва. Развивается альтернирующий синдром Фовилля — парез мышц иннервируемых лицевым и отводящим нервом на стороне поражения и гемиплегия на противоположной.
Наиболее частыми причинами периферического паралича мышц глаза являются менингит, синусит, тромбоз кавернозного синуса, аневризма внутренней сонной артерии или задней соединительной артерии, переломы и опухоли основания черепа или орбит, полиневрит, дифтерия, ботулизм.
Явления периферического паралича отводящего нерва могут возникать при воспалении пневматизированных клеток верхушки пирамиды височной кости. В этом случае развивается синдром Градениго — боль в области лобной ветви тройничного нерва в сочетании с парезом отводящего нерва.
Двустороннее поражение отводящих нервов и обусловленное этим сходящееся косоглазие может возникнуть при повышении внутричерепного давления. При этом может возникать дислокация мозга — заполнение средних и боковых цистерн моста в результате прижатия моста мозга к скату основания черепа. При этом сдавливаются отводящие нервы, которые выходят из вещества мозга борозде между мостом и продолговатым мозгом. Такая клиника может предшествовать другим формам дислокаций мозга (вклинение миндалин в затылочно-шейную дуральную воронку, мозжечково-тенториальное вклинение и др.), которые несовместимы с жизнью и соответственно приводят к смерти.
Следует учитывать, что слабость латеральной прямой мышцы глаза может быть одним из проявлений миастении.

## Методика исследования
Исследование отводящего нерва проводится одновременно с исследованием функции других нервов, отвечающих за движение глазного яблока — глазодвигательного и блокового.